# Drosicha pinicola
Drosicha pinicola är en insektsart som först beskrevs av Kuwana 1922.  Drosicha pinicola ingår i släktet Drosicha och familjen pärlsköldlöss. Inga underarter finns listade i Catalogue of Life.